# Branko Radović
Branko Radović, né le 5 décembre 1933, à Dubrovnik, en Yougoslavie et mort le 18 novembre 1993, à Split, en Croatie, est un ancien joueur et entraîneur yougoslave de basket-ball. Il évolue au poste de meneur.

## Palmarès
- Champion de Yougoslavie 1971
- Coupe de Yougoslavie 1972
- Vainqueur des Jeux méditerranéens de 1959